# Martin Nößler
Martin Nößler (auch: Nosler, Nösler, Nöslerus, Nössler, Nossler, Nosslerus, Nösslerus; * 9. November 1554 in Münsterberg, Herzogtum Münsterberg; † 20. Juli 1608 in Berlin) war ein evangelischer Theologe, Hofprediger der Kurfürsten von Brandenburg und Stiftsdekan in Berlin.

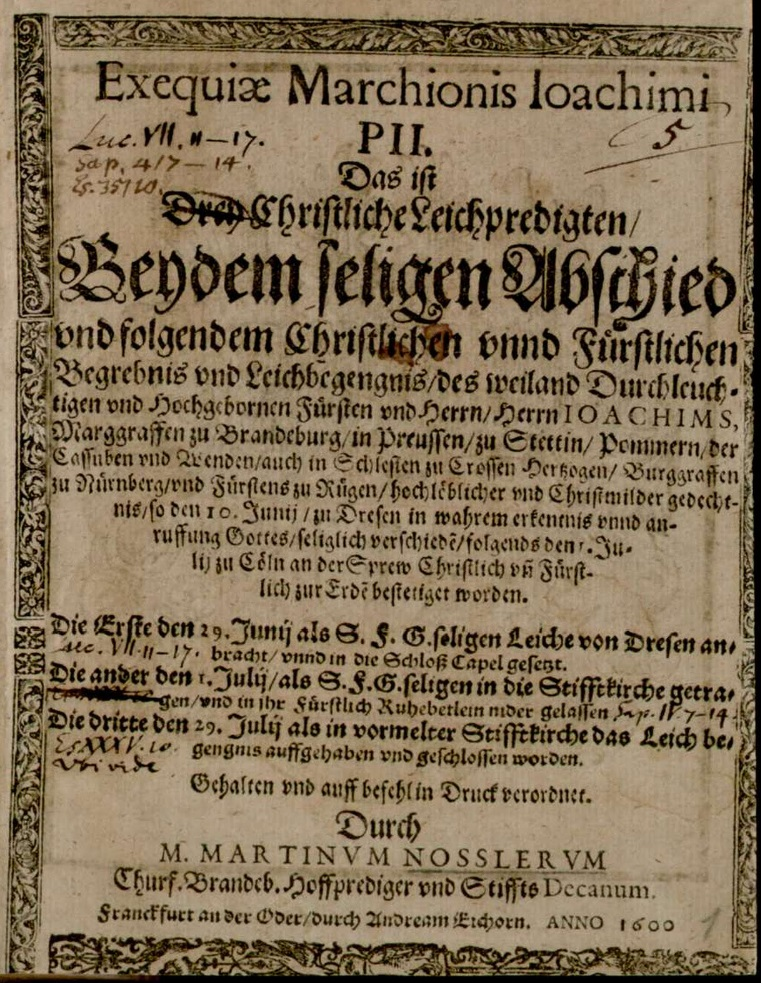
Titelseite des Drucks der drei Trauerpredigten Martin Nößlers auf Joachim von Brandenburg (1600); die „Stifftkirche“ ist der alte Berliner Dom.

## Werdegang
Martin Nößler war Sohn von Valentin Nößler, selbständiger Kaufmann in Münsterberg, und Anna, geb. Schulze. Martin besuchte ab 1572 das Elisabet-Gymnasium in Breslau und immatrikulierte sich 1576 an der Universität Frankfurt/Oder. 1582 wurde er als Pfarrer nach Fürstenwalde berufen. Dort lernte er den Kurfürsten Johann Georg kennen, der ihn 1586 als seinen Hofprediger nach Berlin berief, wo er 1600 zum Stiftsdekan aufstieg.
Mit seiner Frau Eva, Tochter des Basilius Mehlhorn aus Frankfurt (Oder), hatte er drei Söhne und eine Tochter:
- Elias (1596–1627), Arzt in Fürstenwalde
- Adam († 1637), Kammergerichtsrat, Lehnssekretär und Amtskammerrat in Küstrin, ⚭ Eva Maria Striepe, Tochter von Sebastian Striepe (1582–1649),
- Georg, Professor für Medizin und Philosophie in Altdorf
- Anna, ⚭ David Hofmann, Bürgermeister in Fürstenwalde, Mutter des Mediziners Moritz Hofmann

Martin Nößler starb am 20. Juli 1608 und wurde in der Berliner Dreifaltigkeitskirche beigesetzt. Sein Wahlspruch lautete Mortalis non moriar („Obwohl sterblich, werde ich nicht sterben“).